# Carbonilo metálico

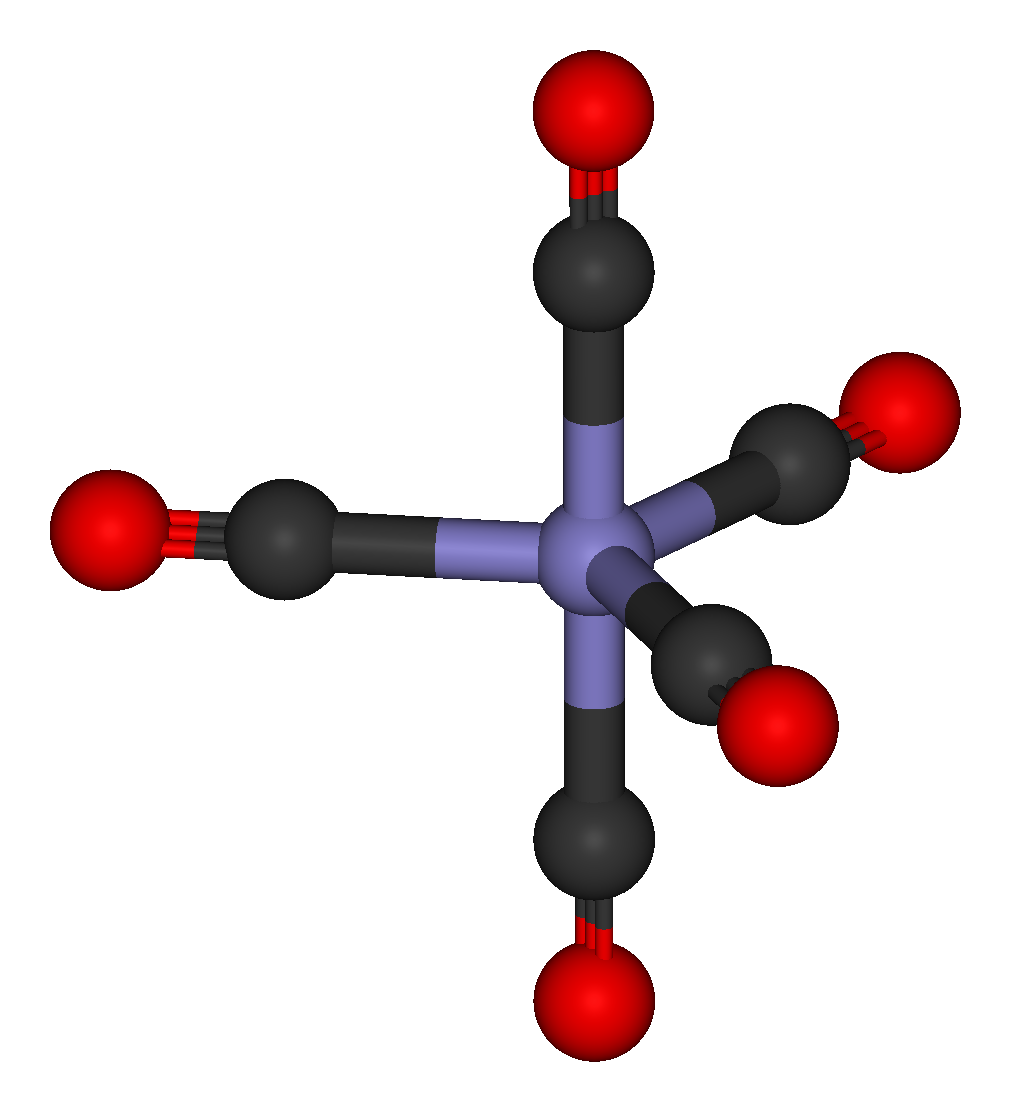
Pentacarbonilo de ferro
Um átomo de ferro central com cinco ligantes CO

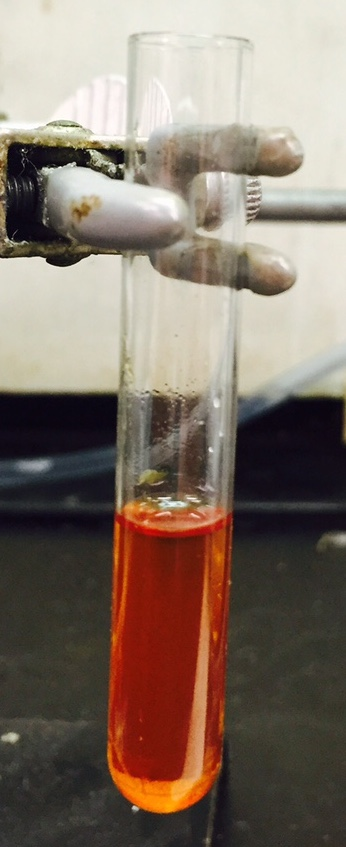
Amostra de pentacarbonilo de ferro, um líquido estável ao ar.

Um carbonilo metálico é um complexo de coordenação de metais de transição com ligantes monóxido de carbono. Carbonilos metálicos são úteis em síntese orgânica e como catalisadores ou precursores de catalisadores em catálise homogênea, tais como hidroformilação e química de Reppe. No processo Mond, O tetracarbonilo de níquel é usado para produzir níquel puro. Na química organometálica, carbonilas metálicas servem como precursores para a preparação de outros complexos organometálicos.
Carbonilos metálicos são tóxicos por contato com a pele, inalação ou ingestão, em parte devido à sua capacidade de carbonilar a hemoglobina por produzir carboxi-hemoglobina, o que impede a ligação de O2.

## Nomenclatura e Terminologia
A nomenclatura das carbonilas metálicas depende da carga do complexo, do número e tipo de átomos centrais, e do número e tipo de ligantes e seus modos de ligação. Eles ocorrem como complexos neutros, como cátions carbonílicos metálicos com carga positiva ou como ânions carbonilatos metálicos com carga negativa. O ligante de monóxido de carbono pode estar ligado terminalmente a um único átomo metálico ou formando uma ponte com dois ou mais átomos metálicos. Esses complexos podem ser homolépticos, contendo apenas ligantes de CO, como o tetracarbonilo de níquel (Ni(CO)sub>4), mas mais comumente carbonilas metálicas são heterolépticos e contêm uma mistura de ligantes. [carece de fontes?]
Carbonilas metálicas mononucleares contêm apenas um átomo de metal como átomo central. Exceto o hexacarbonilo de vanádio, V(CO)sub>6, apenas metais com número atômico par, como cromo, ferro, níquel e seus homólogos, constroem complexos mononucleares neutros. Carbonilas de metais polinucleares são formadas a partir de metais com números atômicos ímpares e contêm uma ligação metal-metal . Complexos com diferentes metais, mas apenas um tipo de ligante, são chamados de isolépticos. 
O monóxido de carbono tem modos de ligação distintos em carbonilas metálicas. Eles diferem em termos de sua tatilidade, denotada por η, e seu modo de ponte. Nos complexos η2-CO, tanto o carbono quanto o oxigênio estão ligados ao metal. Mais comumente, apenas o carbono está ligado, caso em que a sensação tátil não é mencionada. 
O ligante carbonila atua em uma ampla gama de modos de ligação em dímeros e aglomerados de carbonila metálica. No modo de ponte mais comum, denotado μ2 ou simplesmente μ, o ligante CO faz a ponte entre um par de metais. Este modo de ligação é observado nas carbonilas metálicas comumente disponíveis: Co22(CO)8, Fe2(CO)9, Fe3(CO)12 e Co4(CO)12.   Em certos aglomerados de maior nuclearidade, o CO faz a ponte entre três ou mesmo quatro metais. Esses ligantes são denotados por μ3-CO e μ4-CO. Menos comuns são os modos de ligação em que C e O se ligam ao metal, como μ3η2.[carece de fontes?]

## Estrutura e Ligação

O orbital molecular mais alto ocupado (HOMO) do CO é um orbital molecular σ

Esquema de níveis de energia dos orbitais σ e π do monóxido de carbono

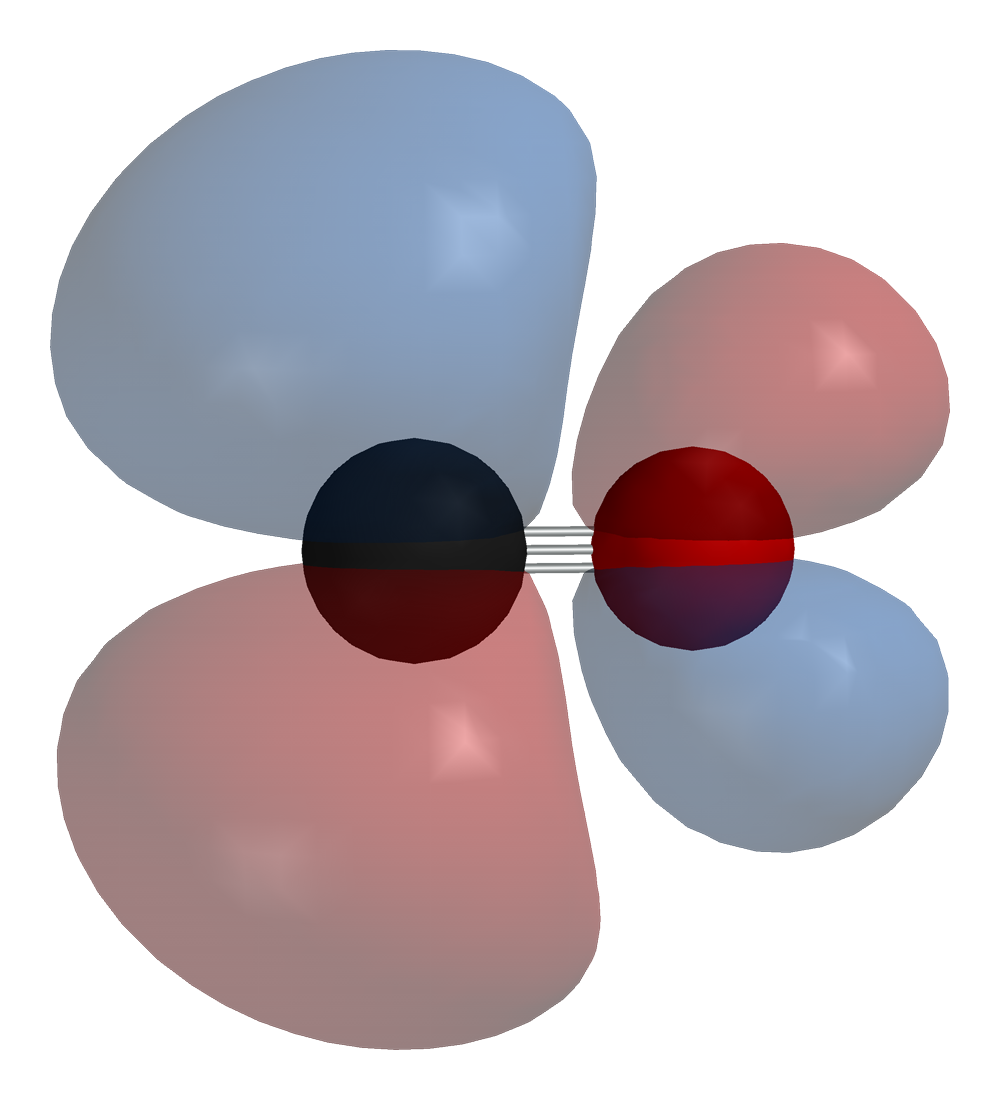
o orbital molecular mais baixo desocupado (LUMO) do CO é um orbital molecular π* antiligante.

Diagrama mostrando a retrodoação pi sinérgica π backbonding em complexos carbonílicos de metais de transição.

O monóxido de carbono liga-se a metais de transição usando "retroligação sinérgica pi*", também conhecida pelo termo em inglês backbonding ou "doação reversa". A ligação MC – C tem três componentes, dando origem a uma ligação tripla parcial. Uma ligação sigma (σ) surge da sobreposição do par de elétrons sp não-ligante (ou fracamente anti-ligante) no carbono com uma mistura de orbitais d, s e p no metal. Um par de ligações pi (π) surge da sobreposição de orbitais d preenchidos no metal com um par de orbitais antiligantes π* projetando-se do átomo de carbono do CO. O último tipo de ligação requer que o metal tenha elétrons d, e que o metal esteja em um estado de oxidação relativamente baixo (0 ou +1), o que torna favorável a doação reversa da densidade de elétrons. À medida que os elétrons do metal preenchem o orbital anti-ligante π do CO, eles enfraquecem a ligação carbono-oxigênio em comparação com o monóxido de carbono livre, enquanto a ligação metal-carbono é fortalecida. Devido ao caráter de ligação múltipla da ligação M-CO, a distância entre o metal e o átomo de carbono é relativamente curta, muitas vezes menor que 1,8 Å, cerca de 0,2 Å mais curta que uma ligação metal-alquila . As distâncias M-CO e MC-O são sensíveis a outros ligantes no metal. Ilustrativos desses efeitos são os seguintes dados para distâncias Mo-C e CO em [Mo(CO)6 e Mo(CO)3(4-metilpiridina)Mo(CO)3]: 2,06 vs 1,90 e 1,11 vs 1,18 Å. 
Predefinição:Image frame
A espectroscopia infravermelha é uma sonda sensível para a presença de ligantes carbonílicos em ponte. Para compostos com ligantes de CO em ponte dupla, denotados μ2-CO ou frequentemente apenas μ-CO, a frequência de alongamento da ligação ν CO é geralmente deslocada em 100–200 cm-1 para energia mais baixa em comparação com as assinaturas do CO terminal, que estão em a região 1800 cm-1. Bandas para ligantes CO de cobertura facial (μ3) aparecem em energias ainda mais baixas. Além dos modos de ponte simétricos, pode-se descobrir que o CO faz uma ponte assimetricamente ou por meio da doação de um orbital d de metal para o orbital π* do CO.    O aumento da ligação π devido à retrodoação de múltiplos centros metálicos resultam em maior enfraquecimento da ligação C – O.[carece de fontes?]

## Características físicas
A maioria dos complexos carbonílicos mononucleares são líquidos ou sólidos incolores ou amarelos claros, voláteis, inflamáveis e tóxicos.  O hexacarbonil de vanádio , um metal carbonil de 17 elétrons excepcionalmente estável, é um sólido preto-azulado.  Carbonilas dimetálicas e polimetálicas tendem a ter cores mais profundas. O dodecacarbonilo de triferro (Fe3(CO)12) forma cristais verdes profundos. As carbonilas metálicos cristalinas são frequentemente sublimáveis no vácuo, embora este processo seja frequentemente acompanhado de degradação. Carbonilas metálicas são solúveis em solventes orgânicos polares e apolares, como benzeno, éter dietílico, acetona, ácido acético glacial e tetracloreto de carbono. Alguns sais de carbonilas metálicas catiônicas e aniônicas são solúveis em água ou álcoois inferiores. 

## Ocorrência na Natureza

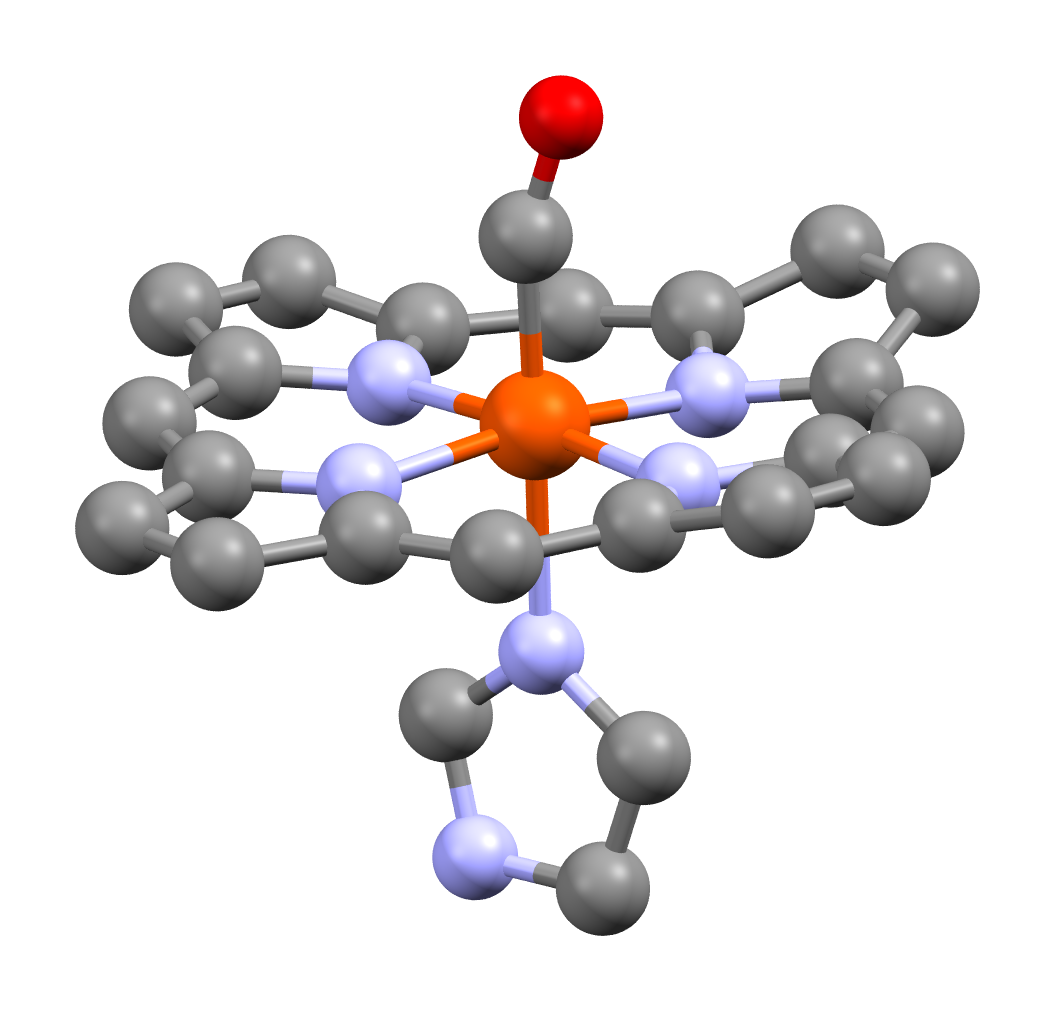
Unidade heme de carboxiemoglobina humana, mostrando o ligante carbonila na posição apical, trans para o resíduo de histidina.

Na investigação do espectro infravermelho do Centro Galáctico da Via Láctea, foram detectadas vibrações de monóxido de carbonilas de ferro em nuvens de poeira interestelar. Aglomerados de carbonila de ferro também foram observados em condritos Jiange H5 identificados por espectroscopia infravermelha. Quatro frequências de estiramento infravermelho foram encontradas para os ligantes terminais e de monóxido de carbono em ponte.
Na atmosfera rica em oxigênio da Terra, as carbonilas metálicas estão sujeitas à oxidação em óxidos metálicos. Discute-se se nos ambientes hidrotérmicos redutores da pré-história prebiótica tais complexos foram formados e poderiam estar disponíveis como catalisadores para a síntese de compostos bioquímicos críticos como o ácido pirúvico.  Traços de carbonilas de ferro, níquel e tungstênio foram encontrados nas emanações gasosas do lodo de esgoto das estações de tratamento municipais. 
As enzimas hidrogenase contêm CO ligado ao ferro. Pensa-se que o CO estabiliza estados de baixa oxidação, o que facilita a ligação do hidrogênio. As enzimas monóxido de carbono desidrogenase e acetil-CoA sintase também estão envolvidas no bioprocessamento de CO.  Complexos contendo monóxido de carbono são invocados para a toxicidade do CO e sinalização. 

## Síntese
A síntese de carbonilas metálicas é um assunto amplamente estudado na pesquisa organometálica. Desde o trabalho de Mond e depois de Hieber, muitos procedimentos foram desenvolvidos para a preparação de carbonilas metálicas mononucleares, bem como aglomerados de carbonilas homo e heterometálicas. 

### Reação direta do metal com monóxido de carbono
Níquel tetracarbonil e ferro pentacarbonil podem ser preparados de acordo com as seguintes equações pela reação de metal finamente dividido com monóxido de carbono: 
Ni + 4CO → Ni(CO)4  (1 bar, 55°C)
Fe + 5CO → Fe(CO)5  (100 bar, 175°C)
O tetracarbonil de níquel é formado com monóxido de carbono já a 80°C e à pressão atmosférica, o ferro finamente dividido reage a temperaturas entre 150 e 200 °C e a uma pressão de monóxido de carbono de 50–200 bar.  Outras carbonilas metálicas são preparadas por métodos menos diretos. 

### Redução de sais e óxidos metálicos
Algumas carbonilas metálicas são preparadas pela redução de haletos metálicos na presença de alta pressão de monóxido de carbono. Uma variedade de agentes redutores são empregados, incluindo cobre, alumínio, hidrogênio, bem como alquilas metálicas, como trietil alumínio. Ilustrativa é a formação de hexacarbonila de cromo a partir de cloreto de cromo (III) anidro em benzeno com alumínio como agente redutor e cloreto de alumínio como catalisador: 
CrCl3 + Al + 6CO → Cr(CO)6 + AlCl3
A utilização de alquilas metálicas, como trietilalumínio e dietilzinco, como agentes redutores leva ao acoplamento oxidativo do radical alquila para formar o alcano dímero:
WCl4 + 6CO + 2Al(C2H5)3 → W(CO)6 + 2AlCl3 + 3 C4H10
Os sais de tungstênio, molibdênio, manganês e ródio podem ser reduzidos com hidreto de alumínio e lítio. O hexacarbonil de vanádio é preparado com sódio como agente redutor em solventes quelantes como a diglima. 
VCl3 + 4Na + 6CO + 2 diglima → [Na(diglima)2][V(CO)6] + 3NaCl
[V(CO)6]– + H+ → H[V(CO)6] → V(CO)6 + 1/2H2
Na fase aquosa, os sais de níquel ou cobalto podem ser reduzidos, por exemplo, por ditionito de sódio. Na presença de monóxido de carbono, os sais de cobalto são quantitativamente convertidos no ânion tetracarbonilcobaltato (-1): 
2Co2+ + 3S2O42- + 12OH- + 8CO → 6SO32- + 2[Co(CO)4]- + 6H2O
Algumas carbonilas metálicas são preparadas usando CO diretamente como agente redutor. Desta forma, Hieber e Fuchs prepararam pela primeira vez dirrênio decacarbonila a partir do heptóxido de dirrênio: 
Re2O7 + 17CO → Re2(CO)10 + 7CO2
Se forem utilizados óxidos metálicos, forma-se dióxido de carbono como produto de reação. Na redução de cloretos metálicos com monóxido de carbono forma-se fosgênio, como na preparação de cloreto de carbonila de ósmio a partir dos sais de cloreto.  O monóxido de carbono também é adequado para a redução de sulfetos, onde o sulfeto de carbonila é o subproduto.

### Fotólise e termólise
A fotólise ou termólise de carbonilas mononucleares gera carbonilas di- e polimetálicas, como diferro nonacarbonila (Fe2(CO)9). [43] [44] Com aquecimento adicional, os produtos eventualmente se decompõem no metal e monóxido de carbono.[carece de fontes?]
2Fe(CO)5 → Fe2(CO)9 + CO
A decomposição térmica do triósmio dodecacarbonil (Os3(CO)12) fornece aglomerados superiores de carbonila de ósmio, como Os4(CO)13, Os6(CO)18 até Os8(CO)23. 
Carbonilos de ligantes mistos de rutênio, ósmio, ródio e irídio são frequentemente gerados pela abstração de CO de solventes como dimetilformamida (DMF) e 2-metoxietanol. Típica é a síntese de IrCl(CO)(P(C6H5)3)2 a partir da reação de cloreto de irídio (III) e trifenilfosfina em solução de DMF em ebulição. 

### Metátese de sal
A reação de metátese de sais como KCo(CO)4 com [Ru(CO)3Cl2]2 leva seletivamente a carbonilas de metais mistos como RuCo2(CO)11. 
4KCo(CO)4 + [Ru(CO)3Cl2]2 → 2RuCo2(CO)11 + 4KCl + 11CO

### Cátions carbonila metálicos e carbonilatos
A síntese de complexos carbonílicos iônicos é possível por oxidação ou redução dos complexos neutros. Carbonilatos metálicos aniônicos podem ser obtidos, por exemplo, por redução de complexos dinucleares com sódio. Um exemplo familiar é o sal de sódio do tetracarbonilato de ferro (Na2Fe(CO)4, reagente de Collman), que é usado em síntese orgânica. 
Os sais hexacarbonil catiônicos de manganês, tecnécio e rênio podem ser preparados a partir de haletos de carbonila sob pressão de monóxido de carbono por reação com um ácido de Lewis.
Mn(CO)5Cl + AlCl3 + CO → [Mn(CO)6]+ + [AlCl4]–
O uso de ácidos fortes conseguiu preparar cátions carbonílicos de ouro como [Au(CO)2]+, que é usado como catalisador para a carbonilação de alcenos. [48] O complexo catiônico de platina carbonila [Pt(CO)4]2+ pode ser preparado trabalhando nos chamados superácidos como o pentafluoreto de antimônio.  Embora o CO seja considerado geralmente como um ligante para íons metálicos de baixa valência, o complexo de ferro tetravalente [Cp*2Fe]2+ (complexo de elétrons de 16 valências) liga-se quantitativamente ao CO para dar o Fe(IV)-carbonil diamagnético [Cp*2FeCO]2+ (complexo de elétrons de 18 valências). 